# 깨끗하고 연약한
《깨끗하고 연약한》(일본어: 潔く柔く 키요쿠 야와쿠[*])는 이쿠에미 료에 의한 일본의 만화이다. 2009년 제33회 코단샤 만화상 소녀 부문 수상작이다.
슈에이샤의 〈Cookie〉에서 2004년 3월호부터 2010년 3월호까지 연재되었다. 잡지 2010년 6월호, 7월호에 실린 번외편 〈깨끗하고 연약한 -간절함-〉이 게재되었다. 단행본은 마가렛 코믹스에서 전 13권이 발행되어, 일본에서 누계 250만부를 돌파하였다.
이 만화는 여고생을 중심으로 한 각각의 등장 인물들의 성장과 일상의 연애를 옴니버스 형식으로 그린 작품이다.

## 등장 인물
- 세토 칸나 (瀬戸 カンナ)

교내, 교외에 상관없이 인기있는 미소녀이다. 고등학교 1학년 때 반 친구의 마야마와 여름 축제를 즐기고 있는 동안 소꿉 친구의 하루타가 자신에게 메일을 보내고 있던 도중 교통 사고를 당해 사망한다. 그 때문에 사이가 좋았던 아사미와 마야마와는 앙숙 사이가 되고, 쓸쓸한 학창시절을 보내고 있었지만, 고등학교 3학년 때 중학교 동창·카즈에와 하루타의 사촌·기요마사와 재회하게 된다. 과거 하루타의 마지막 메일을 삭제할 수 없는 채 시간은 흘러 칸나는 대학 1학년 때이 되고, 첫 수업에서 옆 자리에 앉게 된 모모카와 친하게 되고, 두 사람이 함께한 술집에서 아르바이트중인 마야마와 재회하게 된다. 모모카와는 이후 속내를 이야기하는 친한 친구가 된다. 대학 졸업 후에는 영화 홍보 회사 '멜론 웍스'에 취직을 하게 되고, 단골 바에서 아카자와와 얽힌, 다음날 재회하게 되고 무언가에 관련되게 된다.
- 아카자와 로쿠 (赤沢 禄)

초등학교 4학년 때 소풍에서 타자와코에 갔을 때 사고를 당해 1년 유급했다. 그 때의 사고 후유증으로 새끼 손가락이 움직이지 못하게 된다. 사고 이후 도쿄에서 살고 있었지만, 고등학교 1학년 때 홀로 사시는 할머니께서 건강이 안좋아지셔서 어머니와 함께 고향에 돌아가 카지마와 같은 반이 된다.(아버지는 도쿄에서 기러기생활) 대학 졸업 후 출판사 "플레저"에 취직을 하게 되고, 대학 시절부터 아르바이트를 하고 있던 바에서 칸나, 모모카와 만나게 된다. (대학 때 할머님을 모셔와서 다같이 도쿄에서 지내는중)
- 카지마 히로키 (梶間 洋希)

풍체가 없고 과묵하기 때문에 고등학생 때부터 반 친구들이 "냉혈 인간"으로 두려워했다. 고등학교 1학년 때 아카자와가 같은 반으로 전학을 오게 되어, 이후 친한 사이가 되었다. 졸업을 앞둔 3학년 미즈키와 만나 사귀게 된다. 하지만 미즈키가 도쿄의 대학에 진학하기 위해 졸업식 이후 헤어졌다. 이후 카지마도 도쿄 대학에 진학하고, 대학 4학년때 실습 학생으로 모교를 방문했을 때, 현지에 돌아간 미즈키와 재회를 하게 도고, 두 사람은 아직 서로에게 마음이 있는 것을 확인한다. 같은 무렵, 아카자와의 아르바이트 바의 단골이 된다. 대학 졸업 후에는 고등학교 생물 교사가 되고, 수학 여행의 예비 조사에서 도쿄에 간김에 아카자와를 만나러 가고 같은 타이밍에 찾아온 칸나와 만나게 된다. 학교에서는 원예부의 고문을 맡아 여학생 유먀에게 고백을 받지만, 현재 이미 미즈키와 약혼 중이다.

### 세토 칸나의 주변 인물
- 하루타 카즈에 (春田 一恵)

통칭 하루타. 소꿉 친구의 칸나를 좋아하지만 솔직하지 못하다. 중학교 3학년 때 반 친구의 카즈에와 동명인이란 이유로 친하게 된다. 칸나에게 자신의 마음을 전하지 못한 채 시간이 흘러 고등학교 1학년 7월 31일 , 자전거를 타면서 칸나에게 메일을 보내고 있을 때 교통 사고를 당해 사망한다.
- 가와구치 아사미 (川口 朝美)

통칭 아사미. 마야마와 같은 중학교 출신. 고등학교 1학년 때 같은 반이 된 칸나와 하루 타와 친해져 하루타를 좋아하게 되지만, 하루타가 칸나를 좋아하고 있다는 사실을 알게 된다. 하루타 사망 이후 그의 마음을 알고 있었지만, 칸나가 마야마와 만났던 것을 받아들일 수 없어 친분을 끊는다. 이후 대학 3학년 때는 사회인 남자친구가 있고, 겉으로는 하루타의 것은 잊어 보이지만, 과외 아르바이트 제자의 오빠 이부키(고교생 6살연하)에게 고백을 받고 어렴풋히 하루타의 기억이 되살아 난다. 대학 졸업 후에는 "STARS☆주식회사"에 취직하고 일선에서 칸나와 재회한다.
- 마야마 토시쿠니 (真山 稔邦)

통칭 마야. 아사미와 같은 중학교 출신. 고등학교 1학년때 반 친구가 된 칸나와 하루타와 친해지고 되고, 칸나를 좋아한다. 하루타가 사망했을 때 칸나와 함께 있던 것으로부터, 아사미도 사이가 안좋아졌다. 대학 1학년 때 친구의 아파트를 맡아 한 때 이웃의 아이과 만난다. 아르바이트 술집에서 칸나와 재회하고 나중에 칸나와 함께 있던 모모카가 혼자 있던 술집을 방문하고, 귀문하던 "7월 31일"을 묻자, 협박을 한다.
- 사사즈카 이치에 (笹塚 一恵)

중학교 3학년때 반 친구였던 하루타를 좋아하고, 손수 만든 마스코트를 몰래 보낸 적이 있었지만 나중에 그것은 하루타에 의해 칸나에 전달된다. 고등학교 3학년 때, 하루타와 사촌 기요마사를 알게 칸나와 재회한다. 그 때의 일이 계기로 기요마사를 좋아하게 되고, 이후 사귀게 된다. 칸나가 돌발성 난청을 앓게 되었을때, 기요마사와 함께 병문안을 간다.
- 코미네 기요마사 (小峰 清正)

통칭 키요. 하루타의 사촌으로 순정 만화를 좋아한다. 타학교에 큰 가슴의 귀여운 여자친구가 있다. 아카자와의 대학 후배로, 바에서 칸나와 재회한다.
- 센카 모모카 (千家 百加)

고등학교의 동급생·나카니시를 좋아한다. 대학 1학년때, 첫 수업에서 옆 자리에 앉은 칸나와 친해지게 되고, 나카니시가 좋아하는 사람이 칸나인줄 알았을 때 칸나에 대한 감정이 한순간에 변화한다. 바에서 만난 아카자와와 친구가 된다

### 아카자와 로쿠의 주변 인물
- 카키노아우치 노조미 (柿之内 希実)

아카자와의 초등학교 4학년 때의 반 친구. 애완견과 같은 이름의 "로쿠 짱"을 내버려두지 못하고 귀찮게 했지만, 울적해한다. 소풍을 갔던 타자와호에서 아카자와와 함께 사고를 당해 노조미만이 사망한다. 하늘에서 아카자와를 지켜보고 있다.
- 카키노아우치 마나미 (柿之内 愛実)

동생 노조미의 죽음 이후 부모는 슬픔으로 침울해져 있을 때, 어떻게 든 밝음을 되찾고 싶지만 잘 되지 않았다. 21세때 아카자와가 돌아온 것을 알게되면 아카자와와 만날 수 있도록 반 친구에게 부탁한다. 노조미가 사망한 현장에 아카자와와 함께 갔을 때 이상한 체험을 한다. 이후에 결혼을 하고, 태어난 아이에게 무츠미라는 이름을 지어준다.

### 카지마 히로키의 주변 인물
- 사와우치 미즈키 (沢内 瑞希)

고등학교 3학년때 졸업을 앞둔 시기에 1학년의 카지마와 만나고 교제를 시작하지만, 이미 도쿄 전문대에 진학이 결정하고, 졸업 이후 카지마와 헤어진다. 전문대 졸업 후 도쿄의 회사에서 OL로 일하고 있었지만, 24세때 아버지의 병세 악화로 4년간 근무한 회사를 퇴직하고 귀향, 카지마와 재회한다.
- 모리 유마 (森 由麻)

고등학교 1학년. 전철의 치한에게 시달려 같은 기차에 타고 있던 교사 카지마에 상담을 한다. 같은 반의 스와로부터 고백을 받고 교제하게 되지만, 카지마를 좋아한다.
- 스와 히토시 (諏訪 仁志)

유마의 같은 반 친구. 유마를 좋아한다.
- 타카세 미치카 (高瀬 三千花)

카지마와 아카자와의 고등학교 1학년때의 같은 반 친구. 카지마를 좋아한다.

### 그 외 인물
- 나가토모 아이 (永友 亜衣)

대학 진학을 위해, 홋카이도·삿포로에서 상경. 대학 1학년때 집 아파트 옆의 방에 출입하는 마야마를 좋아한다.
- 나카니시 후미야 (中西 史也)

고등학교 때부터 타학교 학생이었던 칸나를 "마돈나"라는 존재로 선망한다. 대학 1학년 때 고등학교 같은 반·모모카 덕분에 칸나와의 만나게 되고, 매우 기뻐한다.
- 후루야 부키 (古屋 寿)

나카니시의 친구. 사회인이 되고 나서도 모모카와는 적당한 거리를 유지하고 있다.
- 안요우지 네네 (安養寺 音々)

전문대 졸업 후 직장을 구하지 못한다. 뱃살이 신경이 쓰이고 있는 평범한 소녀. 아카자와에게 첫눈에 반해 나중에 우연히 재회, 아카자와의 아르바이트 바에 자주 출입한다.
- 나츠미 이부키 (夏目 伊吹)

아사미가 과외를 하고 있는 초등학생 루리의 오빠. 고등학교 1학년. 아사미에 한눈에 반한다. 여동생 루리와 이복남매이다.
- 카와모토 마사야 (河本 雅矢)

아사미의 6살 연상의 남자 친구.
- 야나기하라 (柳原)

"멜론 웍스"사원. 칸나의 상사.
- 마리나 (満里奈)

중학생 시절, 칸나와 같은 동아리에 소속 해 있던 친구. 중학교 1학년때 좋아했던 선배에게 편지로 고백을 했지만, 칸나의 고백으로 오해를 하게 되고 그 이후 칸나와 일방적으로 거리를 두게 된다.
- 노하라 치카코 (野原チカコ)

만화가. "미라클 밀키!"의 저자. 아카자와와 함께 술집에 있었을 때 그 자리에 나타난 칸나가 아사미라고 착각한다.

## 참고 문헌
이쿠에미 료 〈깨끗하고 연약한〉 슈에이샤 <마가렛 코믹스> 전 13권
1. 2004년 11월 25일 발매, ISBN 4-08-847804-5
2. 2005년 11월 25일 발매, ISBN 4-08-846011-1
3. 2006년 6월 23일 발매, ISBN 4-08-846073-1
4. 2006년 11월 24일 발매, ISBN 4-08-846117-7
5. 2007년 6월 25일 발매, ISBN 978-4-08-846186-1
6. 2007년 11월 22일 발매, ISBN 978-4-08-846241-7
7. 2008년 3월 25일 발매, ISBN 978-4-08-846282-0
8. 2008년 9월 25일 발매, ISBN 978-4-08-846339-1
9. 2008년 12월 25일 발매, ISBN 978-4-08-846371-1
10. 2009년 7월 24일 발매, ISBN 978-4-08-846431-2
11. 2009년 10월 25일 발매, ISBN 978-4-08-846460-2
12. 2010년 4월 23일 발매, ISBN 978-4-08-846520-3
13. 2010년 9월 24일 발매, ISBN 978-4-08-846574-6 〈깨끗하고 연약한 -간절함-〉 〈누군가가 내게 키스를 했다〉 (〈Cookie〉 2010년 4월호) 수록

## 영화
2013년 10월 26일 도호 배급으로 개봉. 주연은 나가사와 마사미와 오카다 마사키. 이번 작품에서는 최종장 〈칸나 편〉을 영화화. 닛폰 TV 방송망 개국 60주년 기념 작품이다. 캐치프레이즈는 〈소중한 사람을 잃고도 사람은 다시 사랑할 수 있을까요.〉

### 개요
영화 《다만, 널 사랑하고 있어》, 《내 첫사랑을 너에게 바친다》의 신조 타케히코 감독이 연출을 맡았다. 주연은 나가사와 마사미와 오카다 마사키.
이 영화는 원작 만화의 최종장 〈칸나 편〉을 영화화하였다. NTV 방송망 개국 60주년 기념 작품이다.

### 출연
- 세토 칸나 : 나가사와 마사미
- 아카자와 로쿠 : 오카다 마사키
- 가와구치 아사미 : 하루
- 마야마 토시쿠니 : 나카무라 아오이
- 코미네 기요마사 : 후루카와 유키
- 센카 모모카 : 히라타 카오루
- 바의 마스터 : 타야마 료세이
- 야나기하라 : 와다 소코
- 노하라 치카코 : MEGUMI
- 카키노아우치 마나미 : 이케와키 치즈루
- 하루타 카즈야 : 코라 켄고
- 사쿠라바 무츠이 : 오자키 아이유

### 스태프
- 감독 - 신조 타케히코
- 각본 - 타나카 사치코, 오시마 사토미
- 프로듀서 - 오쿠다 세이지, 하타케야마 나오토, 야오 카스미, 하라다 후미히로
- 음악 - 이케 요시히로
- 원작 - 이쿠에미 료
- 주제가 - 사이토 카즈요시 〈아지랑이 (かげろう)〉(SPEEDSTAR RECORDS)
- 프로덕션 - C&I 엔터테인먼트
- 제작 총무 - 닛폰 TV 방송망
- 제작 협력 - 영화 〈깨끗하고 연약한〉 제작위원회 (NTV 방송망, 도호, 요미우리 TV 방송, 밥, 덴츠, DN 드림 파트너즈, C & I 엔터테인먼트, 요미우리 신문사 , 일본 출판 판매, 시즈오카 테레비 방송, 미야기 테레비 방송, 시즈오카 제1 텔레비전, 주쿄 테레비 방송, 후지시마 테레비 방송 , 후쿠오카 방송)
- 배급 - 도호

### 촬영지
| 도도부 현  | 시·구·군            | 위치                            |
| ---------- | ------------------- | ------------------------------- |
| 히로시마현 | 후쿠야마시          | 도모노우라                      |
| 히로시마현 | 후쿠야마시          | 히로시마현립 마츠나가고등학교   |
| 히로시마현 | 다케하라시          | 타다노우미정                    |
| 히로시마현 | 다케하라시          | 이소노미야 하치만 신사          |
| 히로시마현 | 구레시              | 벽돌 길                         |
| 히로시마현 | 아키군              | 베이사이드 비치비탈             |
| 히로시마현 | 오노미치시          |                                 |
| 히로시마현 | 미하라시            | 미하라 항구                     |
| 에히메현   | 마쓰야마시          | 이요 철도의 노면전차            |
| 에히메현   | 이마바리시          | 오미시마                        |
| 에히메현   | 이마바리시          | 에히메현립 이마바리키타고등학교 |
| 에히메현   | 야와타하마시        |                                 |
| 효고현     | 고베시 쥬오구       | 고베 아사히 빌딩                |
| 효고현     | 고베시 쥬오구       | 호텔 펄 시티 고베               |
| 효고현     | 고베시 히가시나다구 | 미카게야마테 4번가 ~ 6번가      |

### 수상 정보
- 제6회 TAMA 영화상
  - 최우수 조연상 - 이케와키 치즈루

## 관련 상품

### 소설
- 2013년 10월 4일 발매. ISBN 978-4-08-609058-2
  - 〈영화 노벨라이즈 깨끗하고 연약한〉 (작: 시모카와 카나에)

### CD
- 2013년 10월 23일 발매. 품번은 VPCD-81778.
  - 〈영화 깨끗하고 연약한〉 오리지널 사운드 트랙 (음악: 이케라이 히로시)

### DVD
- 2014년 5월 21일 발매. 품번은 VPBT-13889.
  - 본편 DVD

1. 본편 오디오 코멘터리

- - 특전 DVD

1. 메이킹 영상 무대 인사 영상 SPOT 집
2. 첫회 한정 봉입 특전
3. 호화 소책자
4. 초회 한정 사양
5. 특제 양면 자켓 케이스
6. 구매자 선착순 특전
7. 오리지널 포스트 카드 (2장 세트) VAP 통신 판매와 타워 레코드 온라인 한정

### Blu-ray
- 2014년 5월 21일 발매. 품번은 VPXT-71308.
  - 본편 Blu-ray

1. 본편 오디오 코멘터리

- - 특전 DVD

1. 메이킹 영상 무대 인사 영상 SPOT 집
2. 첫회 한정 봉입 특전
3. 호화 소책자
4. 초회 한정 사양
5. 특제 양면 자켓 케이스
6. 구매자 선착순 특전
7. 오리지널 포스트 카드 (2장 세트) VAP 통신 판매와 타워 레코드 온라인 한정